# Chrésonyme
En informatique de la biodiversité, un chrésonyme est l'utilisation citée d'un nom de taxon, généralement un nom d'espèce, dans une publication. Selon l'INPN, un chrésonyme est une combinaison « nom scientifique + auteur, date » qui se réfère à un usage publié incorrect de la partie « auteur, date » original de l'espèce.
Le terme est dérivé du grec χρῆσις / chresis qui signifie « un usage » et fait référence à l'usage publié d'un nom. Il a été introduit en 1972 par les herpétologistes américains Hobart Muir Smith et Rozella B. Smith (en). À la suite de leur publication, David Rentz annonce dans la même revue préférer le terme de « bibliographie de l'espèce » (en anglais : species bibliography) au néologisme « chrésonymie ».
Le sens technique du terme connexe synonyme désigne des noms différents qui font référence au même objet ou concept. Comme l'ont noté Hobart et Rozella B. Smith, les systématiciens zoologistes avaient utilisé « le terme (synonymie) dans un autre sens également, à savoir en référence à toutes les occurrences d'un nom ou d'un ensemble de noms (généralement des synonymes) dans la littérature ». Une telle « synonymie » pouvait inclure plusieurs listes, une pour chaque endroit où l'auteur trouvait un nom utilisé, plutôt qu'une liste résumée de différents synonymes. Le terme « chrésonyme » a été créé pour distinguer ce second sens du terme « synonyme ». Le concept de synonymie est en outre différent dans les codes de nomenclature zoologique et de botanique.
Un nom qui se réfère correctement à un taxon est en outre qualifié d'« orthochromatique », tandis qu'un nom qui est appliqué de manière incorrecte pour un taxon donné peut être qualifié d'« hétérochromatique »,. 

## Orthochrésonymie

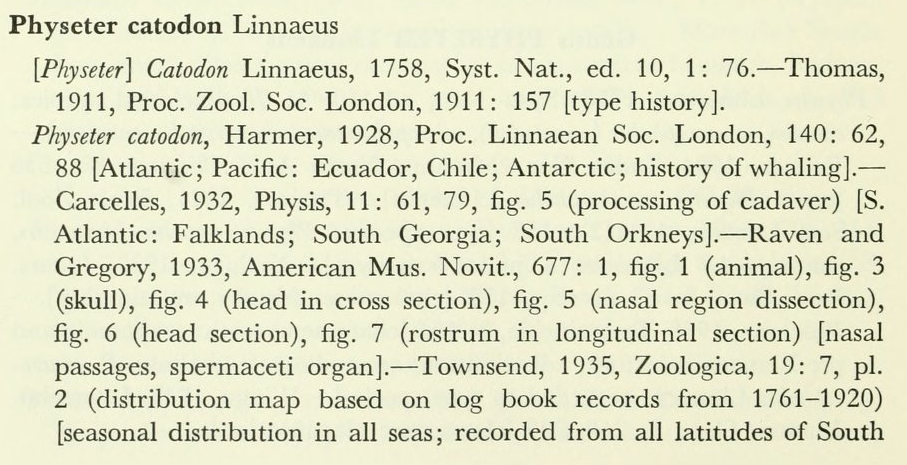
Page 116 dans Hershkovitz (1966) montrant la chrésonymie Physeter catodon Harmer, 1928.

Les noms scientifiques des espèces se composent d'un nom générique et d'un épithète spécifique pour créer un nom binominal. Les noms d'espèces comprennent souvent aussi une référence à la publication originale du nom en incluant l'auteur et parfois l'année de publication du nom. Par exemple, le Cachalot (Physeter catodon) a été formellement décrit pour la première fois par le naturaliste suédois Carl von Linné dans la dixième édition de son ouvrage Systema Naturae (1758). Ainsi, le nom peut également être référencé comme suit : Physeter catodon Linnaeus, 1758. Ce nom a également été utilisé par Harmer en 1928 pour désigner l'espèce dans Proceedings of the Linnaean Society of London et est apparu dans de nombreuses autres publications depuis lors. Les catalogues taxinomiques, tels que le Catalog of Living Whales de Philip Hershkovitz, peuvent faire référence à cet usage avec une convention Genre+espèce+auteur qui peut sembler indiquer une nouvelle espèce (un homonyme) alors qu'il s'agit en fait d'un usage particulier du nom d'une espèce (un chrésonyme). Hershkovitz, par exemple, se réfère à Physeter catodon Harmer, 1928, ce qui peut prêter à confusion car cette combinaison nom+auteur se réfère en réalité au même nom que celui publié par Linné pour la première fois en 1758. 

## Hétérochrésonymie
La plante carnivore Nepenthes rafflesiana a été décrite par William Jack en 1835. Le nom Nepenthes rafflesiana utilisé par Hugh Low en 1848 est un « hétérochrésonyme ». Cheek et Jebb (en) (2001) expliquent la situation ainsi :

« Low, ... accidentellement, ou autrement, avait décrit ce que nous connaissons comme N. rafflesiana comme Nepenthes × hookeriana et vice versa dans son livre Sarawak, its Inhabitants and Productions (1848). Masters a été le premier auteur à le noter dans le Gardeners' Chronicle..., où il donne la première description complète et une illustration de Nepenthes × hookeriana. »

La description que Maxwell Tylden Masters a fournie en 1881 pour le taxon qui était auparavant connu des jardiniers sous le nom de Nepenthes hookeriana (une forme interchangeable du nom de l'hybride Nepenthes × hookeriana) diffère de la description de Low. Le Code international de nomenclature pour les algues, les champignons et les plantes n'exige pas que les descriptions datant de si longtemps incluent la spécification d'un spécimen type, et les types peuvent être choisis plus tard pour correspondre à ces anciens noms. Puisque les descriptions diffèrent, le nom de Low et celui de Masters ont des types différents. Masters a donc créé un homonyme ultérieur, ce qui, selon les règles du code, est illégitime.

## Autre exemple
En 1782, Pieter Cramer illustre une espèce de Lépidoptères alors inédite du genre Acraea qu'il identifie à tort comme Papilio terpsicore Linnaeus et qui est ensuite décrite par Johan Christian Fabricius (1787) sous le nom Papilio vesta. Ce nom ayant une homonymie primaire avec P. vesta Cramer, 1777, actuellement Heliconius erato (Linnaeus, 1758), l'espèce devrait être citée sous le synonyme A. issoria, deuxième appellation qui lui est attribuée par Jakob Hübner en 1819, ce dernier ayant ignoré le nom de Fabricius. Pour autant, P. terpsicore n'est pas considéré comme un synonyme d'Acraea issoria : il s'agit d'une mauvaise utilisation subséquente d'un nom, d'un « chrésonyme ».